# Satyrus nigrolimbatus
Satyrus nigrolimbatus är en fjärilsart som beskrevs av Otto Staudinger 1891. Satyrus nigrolimbatus ingår i släktet Satyrus och familjen praktfjärilar. Inga underarter finns listade.